# Ischnoptera vulpina
Ischnoptera vulpina es una especie de cucaracha del género Ischnoptera, familia Ectobiidae. Fue descrita científicamente por Hebard en 1916.
Habita en Trinidad y Tobago.